# Grevillea manglesioides
Grevillea manglesioides är en tvåhjärtbladig växtart. Grevillea manglesioides ingår i släktet Grevillea och familjen Proteaceae.

## Underarter
Arten delas in i följande underarter:
- G. m. ferricola
- G. m. manglesioides
- G. m. metaxa